# Opacitet
Opacitet er et begreb og en fysisk størrelse indenfor optikken, som anvendes til at måle transparens, dvs. gennemsigtighed. Opacitet måler hvor uigennemtrængeligt for stråling et materiale eller transmissionsmedium er. Materiale som slet ikke transmiterer lys siges at være opakt.
| Fysik | Spire Denne artikel om fysik er en spire som bør udbygges. Du er velkommen til at hjælpe Wikipedia ved at udvide den. |